# Jonne Veteläinen
Jonne Veteläinen (ur. 12 lipca 2000 w Kajaani) – fiński skoczek narciarski. Uczestnik mistrzostw świata juniorów (2018–2020) i zimowego olimpijskiego festiwalu młodzieży Europy (2017). Medalista mistrzostw kraju.

## Przebieg kariery
Veteläinen w oficjalnych zawodach międzynarodowych rozgrywanych przez FIS zadebiutował w sierpniu 2016 w Kuopio, gdzie w konkursach FIS Cup plasował się w siódmej dziesiątce. Pierwsze punkty tego cyklu zdobył w styczniu 2017, zajmując w Eau Claire pozycje w trzeciej dziesiątce.
W lutym 2017 wystartował w zimowym olimpijskim festiwalu młodzieży Europy w Erzurum – w konkursie indywidualnym zajął 25. miejsce, a w zmaganiach drużynowych z reprezentacją swojego kraju uplasował się na 4. pozycji.
17 grudnia 2017 zadebiutował w Pucharze Kontynentalnym, zajmując w Ruce 53. lokatę. W marcu 2018 wystartował w mistrzostwach świata juniorów w Kanderstegu – w konkursie indywidualnym był 43., a w rywalizacji drużynowej 6. W styczniu 2019 ponownie wziął udział w światowym czempionacie juniorów – w Lahti indywidualnie był 34., drużynowo 10., a w zawodach mikstów 13.
W sierpniu 2019 we Frenštácie pod Radhoštěm, w ramach letniej edycji cyklu, zdobył pierwsze punkty Pucharu Kontynentalnego, plasując się w rozegranych tam konkursach na 15. i 20. miejscu. W listopadzie 2019 w Ruce po raz pierwszy przystąpił do rywalizacji w Pucharze Świata, jednak odpadł w kwalifikacjach, zajmując ostatnie, 65. miejsce po skoku na odległość 76 metrów, za który przypisano mu notę 0 pkt. (zsumowane punkty za odległość i styl dałyby notę ujemną). W marcu 2020 w Oberwiesenthal wziął udział w mistrzostwach świata juniorów – w konkursie indywidualnym był 37., a w zawodach drużynowych 13. W sezonie 2020/2021 dwukrotnie odpadał w kwalifikacjach do konkursów Pucharu Świata w Ruce.
W 2017 sięgnął po brązowy medal konkursów drużynowych letnich mistrzostw Finlandii, zajmując z klubem Kuusamon Erä-Veikot 3. pozycję w zawodach rozegranych w Lahti, osiągnięcie to powtórzył 2 lata później w Kuopio, a w 2020 sięgnął po srebrny medal.

## Mistrzostwa świata juniorów

### Indywidualnie
| 2018 Kandersteg     | – | 43. miejsce |
| 2019 Lahti          | – | 34. miejsce |
| 2020 Oberwiesenthal | – | 37. miejsce |

### Drużynowo
| 2018 Kandersteg     | – | 6. miejsce                                  |
| 2019 Lahti          | – | 10. miejsce, 13. miejsce (drużyna mieszana) |
| 2020 Oberwiesenthal | – | 13. miejsce                                 |

### Starty J. Veteläinena na mistrzostwach świata juniorów – szczegółowo
| Miejsce | Dzień       | Rok  | Miejscowość    | Skocznia            | Punkt K | HS     | Konkurs      | Skok 1 | Skok 2 | Nota                  | Strata    | Zwycięzca            |
| ------- | ----------- | ---- | -------------- | ------------------- | ------- | ------ | ------------ | ------ | ------ | --------------------- | --------- | -------------------- |
| 43.     | 1 lutego    | 2018 | Kandersteg     | Lötschberg-Schanze  | K-95    | HS-106 | indywid.     | 85,0 m | –      | 89,5 pkt              | 201,9 pkt | Marius Lindvik       |
| 6.      | 3 lutego    | 2018 | Kandersteg     | Lötschberg-Schanze  | K-95    | HS-106 | druż.        | 88,5 m | 90,0 m | 921,8 pkt (214,5 pkt) | 146,7 pkt | Niemcy               |
| 34.     | 24 stycznia | 2019 | Lahti          | Salpausselkä        | K-90    | HS-100 | indywid.     | 84,0 m | –      | 97,1 pkt              | 155,0 pkt | Thomas Aasen Markeng |
| 10.     | 26 stycznia | 2019 | Lahti          | Salpausselkä        | K-90    | HS-100 | druż.        | 81,5 m | –      | 430,8 pkt (100,7 pkt) | 548,9 pkt | Niemcy               |
| 13.     | 28 stycznia | 2019 | Lahti          | Salpausselkä        | K-90    | HS-100 | druż. miesz. | 86,5 m | –      | 369,4 pkt (106,9 pkt) | 615,0 pkt | Rosja                |
| 37.     | 5 marca     | 2020 | Oberwiesenthal | Fichtelbergschanzen | K-95    | HS-105 | indywid.     | 88,5 m | –      | 86,6 pkt              | 151,7 pkt | Peter Resinger       |
| 13.     | 7 marca     | 2020 | Oberwiesenthal | Fichtelbergschanzen | K-95    | HS-105 | druż.        | 79,0 m | –      | 244,8 pkt (66,0 pkt)  | 655,5 pkt | Słowenia             |

## Zimowy olimpijski festiwal młodzieży Europy

### Indywidualnie
| 2017 Erzurum | – | 25. miejsce |

### Drużynowo
| 2017 Erzurum | – | 4. miejsce |

### Starty J. Veteläinena na zimowym olimpijskim festiwalu młodzieży Europy – szczegółowo
| Miejsce | Dzień     | Rok  | Miejscowość | Skocznia       | Punkt K | HS     | Konkurs  | Skok 1 | Skok 2 | Nota                  | Strata    | Zwycięzca |
| ------- | --------- | ---- | ----------- | -------------- | ------- | ------ | -------- | ------ | ------ | --------------------- | --------- | --------- |
| 25.     | 14 lutego | 2017 | Erzurum     | Kiremitliktepe | K-95    | HS-109 | indywid. | 73,5 m | 78,5 m | 140,0 pkt             | 121,3 pkt | Timi Zajc |
| 4.      | 16 lutego | 2017 | Erzurum     | Kiremitliktepe | K-95    | HS-109 | druż.    | 89,5 m | 86,5 m | 718,1 pkt (172,8 pkt) | 218,1 pkt | Słowenia  |

## Puchar Świata

### Miejsca w poszczególnych konkursach indywidualnychPucharu Świata
| Źródło | Źródło     | Źródło            | Źródło            | Źródło            | Źródło          | Źródło          | Źródło           | Źródło                       | Źródło          | Źródło              | Źródło                 | Źródło                 | Źródło                 | Źródło                 | Źródło          | Źródło          | Źródło            | Źródło            | Źródło                | Źródło                | Źródło      | Źródło        | Źródło        | Źródło        | Źródło            | Źródło            | Źródło | Źródło | Źródło | Źródło | Źródło | Źródło | Źródło | Źródło | Źródło | Źródło | Źródło | Źródło | Źródło | Źródło | Źródło | Źródło | Źródło | Źródło | Źródło | Źródło | Źródło | Źródło | Źródło |
| --- | ---------- | ----------------- | ----------------- | ----------------- | --------------- | --------------- | ---------------- | ---------------------------- | --------------- | ------------------- | ---------------------- | ---------------------- | ---------------------- | ---------------------- | --------------- | --------------- | ----------------- | ----------------- | --------------------- | --------------------- | ----------- | ------------- | ------------- | ------------- | ----------------- | ----------------- | ------ | ------ | ------ | ------ | ------ | ------ | ------ | ------ | ------ | ------ | ------ | ------ | ------ | ------ | ------ | ------ | ------ | ------ | ------ | ------ | ------ | ------ | ------ |
| Sezon 2019/2020 |            |                   |                   |                   |                 |                 |                  |                              |                 |                     |                        |                        |                        |                        |                 |                 |                   |                   |                       |                       |             |               |               |               |                   |                   |        |        |        |        |        |        |        |        |        |        |        |        |        |        |        |        |        |        |        |        |        |        |        |
| Wisła HS134 | Ruka HS142 | Niżny Tagił HS134 | Niżny Tagił HS134 | Klingenthal HS140 | Engelberg HS140 | Engelberg HS140 | Oberstdorf HS137 | Garmisch-Partenkirchen HS142 | Innsbruck HS130 | Bischofshofen HS142 | Predazzo HS104         | Predazzo HS104         | Titisee-Neustadt HS142 | Titisee-Neustadt HS142 | Zakopane HS140  | Sapporo HS137   | Sapporo HS137     | Willingen HS145   | Bad Mitterndorf HS235 | Bad Mitterndorf HS235 | Râșnov HS97 | Râșnov HS97   | Lahti HS130   | Lahti HS130   | Lillehammer HS140 | Lillehammer HS140 | punkty |        |        |        |        |        |        |        |        |        |        |        |        |        |        |        |        |        |        |        |        |        |        |
| - | q          | -                 | -                 | -                 | -               | -               | -                | -                            | -               | -                   | -                      | -                      | -                      | -                      | -               | -               | -                 | -                 | -                     | -                     | -           | -             | -             | -             | -                 | -                 | 0      |        |        |        |        |        |        |        |        |        |        |        |        |        |        |        |        |        |        |        |        |        |        |
| Sezon 2020/2021 |            |                   |                   |                   |                 |                 |                  |                              |                 |                     |                        |                        |                        |                        |                 |                 |                   |                   |                       |                       |             |               |               |               |                   |                   |        |        |        |        |        |        |        |        |        |        |        |        |        |        |        |        |        |        |        |        |        |        |        |
| Wisła HS134 | Ruka HS142 | Ruka HS142        | Niżny Tagił HS134 | Niżny Tagił HS134 | Engelberg HS140 | Engelberg HS140 | Oberstdorf HS137 | Garmisch-Partenkirchen HS142 | Innsbruck HS128 | Bischofshofen HS142 | Titisee-Neustadt HS142 | Titisee-Neustadt HS142 | Zakopane HS140         | Lahti HS130            | Willingen HS147 | Willingen HS147 | Klingenthal HS140 | Klingenthal HS140 | Zakopane HS140        | Zakopane HS140        | Râșnov HS97 | Planica HS240 | Planica HS240 | Planica HS240 | punkty            | punkty            | punkty | punkty | punkty | punkty | punkty | punkty | punkty | punkty | punkty | punkty | punkty | punkty | punkty | punkty | punkty | punkty | punkty |        |        |        |        |        |        |
| - | q          | q                 | -                 | -                 | -               | -               | -                | -                            | -               | -                   | -                      | -                      | -                      | -                      | -               | -               | -                 | -                 | -                     | -                     | -           | -             | -             | -             | 0                 | 0                 | 0      | 0      | 0      | 0      | 0      | 0      | 0      | 0      | 0      | 0      | 0      | 0      | 0      | 0      | 0      | 0      | 0      |        |        |        |        |        |        |
| Legenda |            |                   |                   |                   |                 |                 |                  |                              |                 |                     |                        |                        |                        |                        |                 |                 |                   |                   |                       |                       |             |               |               |               |                   |                   |        |        |        |        |        |        |        |        |        |        |        |        |        |        |        |        |        |        |        |        |        |        |        |
| 1 2 3 4-10 11-30 poniżej 30 dq – dyskwalifikacja q – dyskwalifikacja w kwalifikacjach q – zawodnik nie zakwalifikował się - – zawodnik nie wystartował |            |                   |                   |                   |                 |                 |                  |                              |                 |                     |                        |                        |                        |                        |                 |                 |                   |                   |                       |                       |             |               |               |               |                   |                   |        |        |        |        |        |        |        |        |        |        |        |        |        |        |        |        |        |        |        |        |        |        |        |

## Puchar Kontynentalny

### Miejsca w poszczególnych konkursachPucharu Kontynentalnego
| Źródło                                                                        | Źródło            | Źródło     | Źródło          | Źródło              | Źródło              | Źródło                 | Źródło                 | Źródło              | Źródło              | Źródło          | Źródło            | Źródło            | Źródło           | Źródło              | Źródło              | Źródło              | Źródło              | Źródło              | Źródło           | Źródło           | Źródło            | Źródło            | Źródło     | Źródło         | Źródło         | Źródło            | Źródło            | Źródło | Źródło | Źródło | Źródło | Źródło | Źródło | Źródło | Źródło | Źródło | Źródło | Źródło | Źródło | Źródło | Źródło | Źródło | Źródło | Źródło | Źródło | Źródło | Źródło | Źródło | Źródło | Źródło | Źródło | Źródło | Źródło | Źródło | Źródło | Źródło | Źródło | Źródło | Źródło |        |
| ----------------------------------------------------------------------------- | ----------------- | ---------- | --------------- | ------------------- | ------------------- | ---------------------- | ---------------------- | ------------------- | ------------------- | --------------- | ----------------- | ----------------- | ---------------- | ------------------- | ------------------- | ------------------- | ------------------- | ------------------- | ---------------- | ---------------- | ----------------- | ----------------- | ---------- | -------------- | -------------- | ----------------- | ----------------- | ------ | ------ | ------ | ------ | ------ | ------ | ------ | ------ | ------ | ------ | ------ | ------ | ------ | ------ | ------ | ------ | ------ | ------ | ------ | ------ | ------ | ------ | ------ | ------ | ------ | ------ | ------ | ------ | ------ | ------ | ------ | ------ | ------ |
| Sezon 2017/2018                                                               |                   |            |                 |                     |                     |                        |                        |                     |                     |                 |                   |                   |                  |                     |                     |                     |                     |                     |                  |                  |                   |                   |            |                |                |                   |                   |        |        |        |        |        |        |        |        |        |        |        |        |        |        |        |        |        |        |        |        |        |        |        |        |        |        |        |        |        |        |        |        |        |
| Whistler HS104                                                                | Whistler HS104    | Ruka HS142 | Ruka HS142      | Engelberg HS140     | Engelberg HS140     | Titisee-Neustadt HS142 | Titisee-Neustadt HS142 | Bischofshofen HS140 | Bischofshofen HS140 | Erzurum HS140   | Erzurum HS140     | Sapporo HS100     | Sapporo HS137    | Sapporo HS137       | Planica HS138       | Planica HS138       | Iron Mountain HS133 | Iron Mountain HS133 | Brotterode HS117 | Brotterode HS117 | Klingenthal HS140 | Klingenthal HS140 | Rena HS139 | Rena HS139     | Zakopane HS140 | Zakopane HS140    | Czajkowskij HS140 | punkty |        |        |        |        |        |        |        |        |        |        |        |        |        |        |        |        |        |        |        |        |        |        |        |        |        |        |        |        |        |        |        |        |
| -                                                                             | -                 | -          | 53              | -                   | -                   | -                      | -                      | -                   | -                   | -               | -                 | -                 | -                | -                   | -                   | -                   | -                   | -                   | -                | -                | -                 | -                 | 47         | dq             | -              | -                 | -                 | 0      |        |        |        |        |        |        |        |        |        |        |        |        |        |        |        |        |        |        |        |        |        |        |        |        |        |        |        |        |        |        |        |        |
| Sezon 2018/2019                                                               |                   |            |                 |                     |                     |                        |                        |                     |                     |                 |                   |                   |                  |                     |                     |                     |                     |                     |                  |                  |                   |                   |            |                |                |                   |                   |        |        |        |        |        |        |        |        |        |        |        |        |        |        |        |        |        |        |        |        |        |        |        |        |        |        |        |        |        |        |        |        |        |
| Lillehammer HS140                                                             | Lillehammer HS140 | Ruka HS142 | Ruka HS142      | Engelberg HS140     | Engelberg HS140     | Klingenthal HS140      | Klingenthal HS140      | Bischofshofen HS140 | Bischofshofen HS140 | Sapporo HS137   | Sapporo HS137     | Sapporo HS137     | Planica HS139    | Planica HS139       | Iron Mountain HS133 | Iron Mountain HS133 | Iron Mountain HS133 | Oberstdorf HS137    | Oberstdorf HS137 | Brotterode HS117 | Brotterode HS117  | Rena HS139        | Rena HS139 | Zakopane HS140 | Zakopane HS140 | Czajkowskij HS102 | Czajkowskij HS140 | punkty |        |        |        |        |        |        |        |        |        |        |        |        |        |        |        |        |        |        |        |        |        |        |        |        |        |        |        |        |        |        |        |        |
| -                                                                             | -                 | -          | dq              | -                   | -                   | -                      | -                      | -                   | -                   | -               | -                 | -                 | -                | -                   | -                   | -                   | -                   | -                   | -                | 49               | 42                | -                 | -          | -              | -              | -                 | -                 | 0      |        |        |        |        |        |        |        |        |        |        |        |        |        |        |        |        |        |        |        |        |        |        |        |        |        |        |        |        |        |        |        |        |
| Sezon 2019/2020                                                               |                   |            |                 |                     |                     |                        |                        |                     |                     |                 |                   |                   |                  |                     |                     |                     |                     |                     |                  |                  |                   |                   |            |                |                |                   |                   |        |        |        |        |        |        |        |        |        |        |        |        |        |        |        |        |        |        |        |        |        |        |        |        |        |        |        |        |        |        |        |        |        |
| Vikersund HS117                                                               | Vikersund HS117   | Ruka HS142 | Ruka HS142      | Bischofshofen HS142 | Bischofshofen HS142 | Klingenthal HS140      | Klingenthal HS140      | Sapporo HS137       | Sapporo HS137       | Planica HS138   | Planica HS138     | Brotterode HS117  | Brotterode HS117 | Iron Mountain HS133 | Iron Mountain HS133 | Predazzo HS104      | Predazzo HS104      | Rena HS139          | Lahti HS130      | Lahti HS130      | punkty            | punkty            | punkty     | punkty         | punkty         | punkty            | punkty            | punkty | punkty | punkty | punkty | punkty | punkty | punkty | punkty | punkty | punkty | punkty | punkty | punkty | punkty | punkty | punkty | punkty | punkty | punkty | punkty | punkty | punkty | punkty | punkty | punkty | punkty | punkty | punkty | punkty | punkty | punkty | punkty | punkty |
| -                                                                             | -                 | 50         | 50              | -                   | -                   | -                      | -                      | -                   | -                   | -               | -                 | -                 | -                | -                   | -                   | -                   | -                   | -                   | -                | -                | 0                 | 0                 | 0          | 0              | 0              | 0                 | 0                 | 0      | 0      | 0      | 0      | 0      | 0      | 0      | 0      | 0      | 0      | 0      | 0      | 0      | 0      | 0      | 0      | 0      | 0      | 0      | 0      | 0      | 0      | 0      | 0      | 0      | 0      | 0      | 0      | 0      | 0      | 0      | 0      | 0      |
| Sezon 2020/2021                                                               |                   |            |                 |                     |                     |                        |                        |                     |                     |                 |                   |                   |                  |                     |                     |                     |                     |                     |                  |                  |                   |                   |            |                |                |                   |                   |        |        |        |        |        |        |        |        |        |        |        |        |        |        |        |        |        |        |        |        |        |        |        |        |        |        |        |        |        |        |        |        |        |
| Ruka HS142                                                                    | Ruka HS142        | Ruka HS142 | Engelberg HS140 | Engelberg HS140     | Innsbruck HS128     | Innsbruck HS128        | Willingen HS147        | Willingen HS147     | Willingen HS147     | Willingen HS147 | Klingenthal HS140 | Klingenthal HS140 | Brotterode HS117 | Brotterode HS117    | Zakopane HS140      | Zakopane HS140      | Czajkowskij HS140   | Czajkowskij HS140   | punkty           | punkty           | punkty            | punkty            | punkty     | punkty         | punkty         | punkty            | punkty            | punkty | punkty | punkty | punkty | punkty | punkty | punkty | punkty | punkty | punkty | punkty | punkty | punkty | punkty | punkty | punkty | punkty | punkty | punkty | punkty | punkty | punkty | punkty | punkty | punkty | punkty | punkty | punkty | punkty | punkty | punkty |        |        |
| 42                                                                            | 40                | -          | -               | -                   | -                   | -                      | -                      | -                   | -                   | -               | -                 | -                 | -                | -                   | -                   | -                   | -                   | -                   | 0                | 0                | 0                 | 0                 | 0          | 0              | 0              | 0                 | 0                 | 0      | 0      | 0      | 0      | 0      | 0      | 0      | 0      | 0      | 0      | 0      | 0      | 0      | 0      | 0      | 0      | 0      | 0      | 0      | 0      | 0      | 0      | 0      | 0      | 0      | 0      | 0      | 0      | 0      | 0      | 0      |        |        |
| Legenda                                                                       |                   |            |                 |                     |                     |                        |                        |                     |                     |                 |                   |                   |                  |                     |                     |                     |                     |                     |                  |                  |                   |                   |            |                |                |                   |                   |        |        |        |        |        |        |        |        |        |        |        |        |        |        |        |        |        |        |        |        |        |        |        |        |        |        |        |        |        |        |        |        |        |
| 1 2 3 4-10 11-30 poniżej 30 dq – dyskwalifikacja - – zawodnik nie wystartował |                   |            |                 |                     |                     |                        |                        |                     |                     |                 |                   |                   |                  |                     |                     |                     |                     |                     |                  |                  |                   |                   |            |                |                |                   |                   |        |        |        |        |        |        |        |        |        |        |        |        |        |        |        |        |        |        |        |        |        |        |        |        |        |        |        |        |        |        |        |        |        |

## Letni Puchar Kontynentalny

### Miejsca w klasyfikacji generalnej
| Sezon | Miejsce |
| ----- | ------- |
| 2019  | 77.     |

### Miejsca w poszczególnych konkursachLetniego Pucharu Kontynentalnego
| Źródło                                                                        | Źródło      | Źródło            | Źródło            | Źródło      | Źródło      | Źródło         | Źródło         | Źródło      | Źródło      | Źródło            | Źródło            | Źródło      | Źródło      | Źródło            | Źródło            | Źródło | Źródło | Źródło | Źródło | Źródło | Źródło | Źródło | Źródło | Źródło | Źródło | Źródło |
| ----------------------------------------------------------------------------- | ----------- | ----------------- | ----------------- | ----------- | ----------- | -------------- | -------------- | ----------- | ----------- | ----------------- | ----------------- | ----------- | ----------- | ----------------- | ----------------- | ------ | ------ | ------ | ------ | ------ | ------ | ------ | ------ | ------ | ------ | ------ |
| 2019                                                                          |             |                   |                   |             |             |                |                |             |             |                   |                   |             |             |                   |                   |        |        |        |        |        |        |        |        |        |        |        |
| Kranj HS109                                                                   | Kranj HS109 | Szczuczyńsk HS140 | Szczuczyńsk HS140 | Wisła HS134 | Wisła HS134 | Frenštát HS106 | Frenštát HS106 | Râșnov HS97 | Râșnov HS97 | Lillehammer HS140 | Lillehammer HS140 | Stams HS115 | Stams HS115 | Klingenthal HS140 | Klingenthal HS140 | punkty |        |        |        |        |        |        |        |        |        |        |
| 47                                                                            | 47          | -                 | -                 | -           | -           | 15             | 20             | -           | -           | 51                | 51                | -           | -           | -                 | -                 | 27     |        |        |        |        |        |        |        |        |        |        |
| Legenda                                                                       |             |                   |                   |             |             |                |                |             |             |                   |                   |             |             |                   |                   |        |        |        |        |        |        |        |        |        |        |        |
| 1 2 3 4-10 11-30 poniżej 30 dq – dyskwalifikacja - − zawodnik nie wystartował |             |                   |                   |             |             |                |                |             |             |                   |                   |             |             |                   |                   |        |        |        |        |        |        |        |        |        |        |        |

## FIS Cup

### Miejsca w klasyfikacji generalnej
| Sezon     | Miejsce |
| --------- | ------- |
| 2016/2017 | 163.    |
| 2017/2018 | 170.    |
| 2018/2019 | 136.    |

### Miejsca w poszczególnych konkursachFIS Cupu
| Źródło                                                                        | Źródło        | Źródło           | Źródło           | Źródło           | Źródło           | Źródło           | Źródło           | Źródło             | Źródło             | Źródło         | Źródło         | Źródło         | Źródło         | Źródło               | Źródło               | Źródło          | Źródło          | Źródło         | Źródło         | Źródło       | Źródło       | Źródło | Źródło | Źródło | Źródło | Źródło | Źródło | Źródło | Źródło | Źródło | Źródło | Źródło | Źródło | Źródło | Źródło | Źródło | Źródło | Źródło | Źródło |
| ----------------------------------------------------------------------------- | ------------- | ---------------- | ---------------- | ---------------- | ---------------- | ---------------- | ---------------- | ------------------ | ------------------ | -------------- | -------------- | -------------- | -------------- | -------------------- | -------------------- | --------------- | --------------- | -------------- | -------------- | ------------ | ------------ | ------ | ------ | ------ | ------ | ------ | ------ | ------ | ------ | ------ | ------ | ------ | ------ | ------ | ------ | ------ | ------ | ------ | ------ |
| Sezon 2016/2017                                                               |               |                  |                  |                  |                  |                  |                  |                    |                    |                |                |                |                |                      |                      |                 |                 |                |                |              |              |        |        |        |        |        |        |        |        |        |        |        |        |        |        |        |        |        |        |
| Villach HS98                                                                  | Villach HS98  | Szczyrk HS106    | Szczyrk HS106    | Kuopio HS127     | Kuopio HS127     | Einsiedeln HS117 | Einsiedeln HS117 | Hinterzarten HS108 | Hinterzarten HS108 | Râșnov HS100   | Râșnov HS100   | Notodden HS98  | Notodden HS98  | Zakopane HS134       | Zakopane HS134       | Eau Claire HS95 | Eau Claire HS95 | Sapporo HS100  | Sapporo HS134  | punkty       | punkty       | punkty | punkty | punkty | punkty | punkty | punkty | punkty | punkty | punkty | punkty | punkty | punkty | punkty | punkty | punkty | punkty | punkty |        |
| -                                                                             | -             | -                | -                | 62               | 64               | -                | -                | -                  | -                  | -              | -              | -              | -              | -                    | -                    | 30              | 26              | -              | -              | 6            | 6            | 6      | 6      | 6      | 6      | 6      | 6      | 6      | 6      | 6      | 6      | 6      | 6      | 6      | 6      | 6      | 6      | 6      |        |
| Sezon 2017/2018                                                               |               |                  |                  |                  |                  |                  |                  |                    |                    |                |                |                |                |                      |                      |                 |                 |                |                |              |              |        |        |        |        |        |        |        |        |        |        |        |        |        |        |        |        |        |        |
| Villach HS98                                                                  | Villach HS98  | Kuopio HS127     | Kuopio HS127     | Kandersteg HS106 | Kandersteg HS106 | Râșnov HS100     | Râșnov HS100     | Whistler HS104     | Whistler HS104     | Notodden HS100 | Notodden HS100 | Zakopane HS140 | Zakopane HS140 | Planica HS102        | Planica HS102        | Rastbüchl HS78  | Rastbüchl HS78  | Villach HS98   | Villach HS98   | Falun HS100  | punkty       | punkty | punkty | punkty | punkty | punkty | punkty | punkty | punkty | punkty | punkty | punkty | punkty | punkty | punkty | punkty | punkty | punkty | punkty |
| -                                                                             | -             | 52               | 50               | -                | -                | -                | -                | -                  | -                  | -              | -              | -              | -              | -                    | -                    | -               | -               | -              | -              | 26           | 5            | 5      | 5      | 5      | 5      | 5      | 5      | 5      | 5      | 5      | 5      | 5      | 5      | 5      | 5      | 5      | 5      | 5      | 5      |
| Sezon 2018/2019                                                               |               |                  |                  |                  |                  |                  |                  |                    |                    |                |                |                |                |                      |                      |                 |                 |                |                |              |              |        |        |        |        |        |        |        |        |        |        |        |        |        |        |        |        |        |        |
| Villach HS98                                                                  | Villach HS98  | Szczyrk HS106    | Szczyrk HS106    | Râșnov HS97      | Râșnov HS97      | Notodden HS100   | Notodden HS100   | Park City HS100    | Park City HS100    | Zakopane HS140 | Zakopane HS140 | Planica HS102  | Planica HS102  | Rastbüchl HS78       | Rastbüchl HS78       | Villach HS98    | Villach HS98    | punkty         | punkty         | punkty       | punkty       | punkty | punkty | punkty | punkty | punkty | punkty | punkty | punkty | punkty | punkty | punkty | punkty | punkty | punkty | punkty |        |        |        |
| 57                                                                            | 56            | -                | -                | -                | -                | -                | -                | -                  | -                  | 21             | 33             | 32             | 44             | -                    | -                    | -               | -               | 10             | 10             | 10           | 10           | 10     | 10     | 10     | 10     | 10     | 10     | 10     | 10     | 10     | 10     | 10     | 10     | 10     | 10     | 10     |        |        |        |
| Sezon 2019/2020                                                               |               |                  |                  |                  |                  |                  |                  |                    |                    |                |                |                |                |                      |                      |                 |                 |                |                |              |              |        |        |        |        |        |        |        |        |        |        |        |        |        |        |        |        |        |        |
| Szczyrk HS104                                                                 | Szczyrk HS104 | Szczuczyńsk HS99 | Szczuczyńsk HS99 | Ljubno HS94      | Ljubno HS94      | Pjongczang HS109 | Pjongczang HS109 | Râșnov HS97        | Râșnov HS97        | Villach HS98   | Villach HS98   | Notodden HS98  | Notodden HS98  | Oberwiesenthal HS105 | Oberwiesenthal HS105 | Zakopane HS140  | Zakopane HS140  | Rastbüchl HS78 | Rastbüchl HS78 | Villach HS98 | Villach HS98 | punkty |        |        |        |        |        |        |        |        |        |        |        |        |        |        |        |        |        |
| -                                                                             | -             | -                | -                | -                | -                | -                | -                | -                  | -                  | 71             | 43             | -              | -              | 54                   | 36                   | -               | -               | -              | -              | -            | -            | 0      |        |        |        |        |        |        |        |        |        |        |        |        |        |        |        |        |        |
| Legenda                                                                       |               |                  |                  |                  |                  |                  |                  |                    |                    |                |                |                |                |                      |                      |                 |                 |                |                |              |              |        |        |        |        |        |        |        |        |        |        |        |        |        |        |        |        |        |        |
| 1 2 3 4-10 11-30 poniżej 30 dq – dyskwalifikacja - − zawodnik nie wystartował |               |                  |                  |                  |                  |                  |                  |                    |                    |                |                |                |                |                      |                      |                 |                 |                |                |              |              |        |        |        |        |        |        |        |        |        |        |        |        |        |        |        |        |        |        |